# Фошня (Калужская область)
Фошня — деревня в Мосальском районе Калужской области России. Входит в состав сельского поселения «Село Боровенск».

## География
Деревня Фошня находится в центре региона, примыкая к северо-восточной окраине города Мосальска, на расстоянии 67 километров от Калуги и 205 километров от Москвы.
Абсолютная высота 175 метров над уровнем моря.

### Климат
Климат умеренно континентальный с резко выраженными сезонами года: умеренно жарким и влажным летом и умеренно холодной зимой с устойчивым снежным покровом. Средняя температура июля до +21, января от −12 °C до −8. Тёплый период (с положительной среднесуточной температурой) длится 220 дней.

### Часовой пояс
Деревня Фошня, как и вся Калужская область, находится в часовой зоне МСК (московское время). Смещение применяемого времени относительно UTC составляет +3:00.

## История
По выписке из «Атласа Калужского наместничества 1782 года» в селе находился 61 двор. Гендерный состав 215 мужчин и 210 женщин. Расположен пруд у реки Фощенки. Рядом расположен лес, ведётся пашня.
Александр Евремович Мухин владел этим селом. По неподтверждённой информации село перешло ему в наследство от отца.

## Население
| 2002 | 2010 |
| ---- | ---- |
| 85   | ↘63  |

### Гендерный состав
По данным Всероссийской переписи населения 2010 года в гендерной структуре населения мужчины составляли 47,6 %, женщины — соответственно 52,4 %.

### Национальный состав
Согласно результатам переписи 2002 года, в национальной структуре населения
русские русские составляли 81 %.

## Достопримечательности
На выезде деревни в Берёзовой роще расположена братская могила. Создана в 1954 году, когда из близлежаших деревень сюда перезахоронили останки воинов из одиночных и небольших братских могил. На могиле расположен гипсовый памятник солдата с автоматом в руках. У подножия памятника расположены две мемориальные плиты с именами погибших. Всего в могиле покоится прах 103 воинов.
В деревне также расположена церковь Николая Чудотворца, основанная в 1782 году. Первоначально была сделана из дерева, в 1890 году отстроена из кирпича в русском стиле. Закрыта в 1937 году, использовалась как склад. После 2005 года отреставрирована Михаилом Борисовичем Скоробогатовым.